# Liste der Fließgewässer im Flusssystem Eder
Zu den Zuflüssen der Eder gehören flussabwärts betrachtet mit orographischer Zuordnung (l = linksseitig, r = rechtsseitig), Gewässerlänge und Mündungsort mit Flusskilometer des Vorfluters:
in den Oberlauf der Eder münden:
in Nordrhein-Westfalen:
- Lützelbach (l; 2,1 km), bei Lützel (zu Hilchenbach; km 170,6)
- Wähbach (l; 5,95 km), bei Altenteich (zu Hilchenbach; km 169,2)
- Benfe (r; 11,15 km), in Erndtebrück (km 164,25)
  - Lützelbach (l; 1,6 km)
  - Beierbach (l; 1,45 km)
  - Dörnbach (l; 3,6 km)
  - Seebach (l; 3,25 km)
  - Hackenbracht (l; 1,1 km)
  - Bärenbach (l; 0,9 km)
  - Rammelsbach (r; 1,5 km)
- Breitenbach (r; 1,9 km), in Erndtebrück (km 163,7)
- Schameder (r; 3,8 km), bei Erndtebrück (km 162,55)
- Elberndorfer Bach (l; 9 km), bei Erndtebrück (km 162,45)
- Birkelbach (r; 3,9 km), bei Birkelbach (zu Erndtebrück; km 160,8)
- Goddelsbach (l; 1,9 km), bei Goddelsbach (zu Erndtebrück; km 160)
- Röspe (l; 8,6 km), bei Röspe (zu Erndtebrück; km 158,35)
- Gutes Wasser (r; 2,75 km), unterhalb Röspe (zu Erndtebrück; km 157,2)
- Großer Eichlerbach (l; 1,75 km), unterhalb Röspe (zu Erndtebrück; km 156,55)
- Fröberseifen (l; 2,15 km), unterhalb Röspe (zu Erndtebrück; km 156,5)
- Kappel (Westerbach, l; 7,3 km), bei Aue (zu Bad Berleburg; km 154,25)
- Sehlbergbach (l; 1,9 km), bei Aue (zu Bad Berleburg; km 153,65)
- Preisdorf (l; 5,95 km), unterhalb Aue (zu Bad Berleburg; km 151,9)
- Schmallenbach (Meiste; l; 2,35 km), bei Grünewald (zu Bad Berleburg; km 150,85)
- Trüfte (oder: Trufte; l; 8,95 km), bei Trufte (zu Bad Berleburg; km 148,9)
- Altmühlbach (r; 5,3 km), bei Berghausen (zu Bad Berleburg; km 148,2)
- Lehmbach (r; 1,9 km), bei Berghausen (zu Bad Berleburg; km 147,4)
- Rinther Bach (Grundbach; r; 6 km), bei Raumland bzw. dessen Ortsteil Markhausen (zu Bad Berleburg) (km 145,8)
- Odeborn (l; 21,2 km), in Raumland (zu Bad Berleburg; km 144,8)
  - Ochsenstallsgraben (r)
  - Hesselbach (r)
  - Gladebach (l)
  - Osterbach (l)
  - Süßbach (r)
  - Birkelbach (l)
  - Hellebach/-graben (l)
  - Dödesbach (r)
  - Seelbach (r)
  - Winterbach (r)
  - Schwarzenau (Marienwasser; l)
  - Schüllarsbach (r)
  - Hillerbach (l)
  - Reifelsbach (r)
  - Breidenbach/Breitenbach (l)
  - Lausebach (Lause) (r)
- Grundbach (r; 5,1 km), unterhalb Raumland (zu Bad Berleburg; km 142,95)
- Meckhaus (Steinbach,[1] l; 5,6 km), zwi. Meckhausen (zu Bad Berleburg) und Laubroth (zu Dotzlar) (km 141,3)
- Leisebach (r; 4,6 km), oberhalb Arfeld (zu Bad Berleburg; km 137,4)
- Arfe (l; 5,4 km), in Arfeld (zu Bad Berleburg; km 136,45)

in Hessen (bis zur Mündung in die Fulda):
- Lindenhöferbach (r; 4 km), oberhalb Hatzfeld (km 127,2)
- Elsoff (l; 19 km), oberhalb Hatzfeld (km 126,1)
  - Bubenkirchbach (r)
  - Schoppenwasser (l)
  - Eichbach (r)
  - Pferdsbach (r)
  - Inselbach (l)
  - Schwarzenbach (r)
  - Binsenbach (l)
  - Brosbach (r)
  - Mennerbach (r)
- Riedgraben (l; 7,55 km), unterhalb Dodenau (zu Battenberg; km 107,1)
- Elbrighäuser Bach (l; 10,85 km), unterhalb Dodenau (zu Battenberg; km 105,6)

in den Mittellauf der Eder münden:
- Nitzelbach (l; 10,6 km), in Battenfeld (zu Allendorf; km 102,4)
- Linspherbach (Linspher) (l; 18,3 km), bei Allendorf (km 99,1)
- Hainer Bach (l; 6,0 km), bei Haine (zu Allendorf; km 95,7)
- Litze (l; 4 km), bei Röddenau (zu Frankenberg; km 92,9)
- Goldbach (l; 9,5 km), unterhalb Röddenau (zu Frankenberg; km 91,6)
- Langer Bach (l; 2,8 km), oberhalb Frankenberg (km 90,55)
- Rodenbach (l; 2,9 km), in Frankenberg (km 90,25)
- Nemphe (r; 14,2 km), in Frankenberg (km 89,2)
- Gernhauser Bach (r; 6,2 km), unterhalb Frankenberg (km 86,9)
- Nuhne (l; 29,15 km), unterhalb Frankenberg bzw. Schreufa (zu Frankenberg; km 86,75)
  - Sonneborn – linker, 7,8 km langer Nuhne-Quellbach
  - Ahre – rechter, 5,4 km langer Nuhne-Quellbach
  - Brembach (l; 2 km), in Züschen (nahe km 28,2)
  - Kälberbach (l; ca. 0,6 km), in Züschen (nahe km 27,95)
  - Wilsbach (r; ca. 0,6 km), unterhalb Züschen (km 26,95)
  - Bäche (r; 4,7 km), unterhalb Züschen (km 26,5)
  - Langenbach (r; 2,95 km), unterhalb Züschen (km 25,4)
  - Stimmbach (r; 1,45 km), unterhalb Züschen (km 24,95)
  - Liese (l; 7,1 km), Ortseingang Hallenberg (nahe Liesen an der Liese) (km 23,1)
  - Heidebach (r; 1,75 km), in Hallenberg (km 22,5)
  - Weife (r; 6,5 km), in Hallenberg (km 20,75)
  - Lehmbach (l; 1,95 km), in Hallenberg (km 20,05)
  - Dudenbach (r; 1,55 km), oberhalb Somplar (km 18)
  - Somplarer Bach (r; 3,1 km), bei Somplar (km 17,05)
  - Dreisbach (l; 4,65 km), fließt in einen Nuhne-Mühlengraben, der unterhalb Somplar in die Nuhne mündet (km 15,1)
  - Nägelsbach (l; 1 km), fließt in denselben Mühlengraben, der unterhalb Somplar in die Nuhne mündet (km 15,1)
  - Wehlenbach (l; 5,45 km), unterhalb Somplar (nahe Braunshausen am Wehlenbach) (km 15,0)
  - Lange(n)bach (l; 2 km), unterhalb Somplar (nahe Braunshausen am Wehlenbach) (km 14,9)
  - Olfe (oder: Ölfe) (l; 11,65 km), unterhalb Rengershausen (km 10,6)
    - Talwasser (l; 2,1 km), in Hesborn, von Nordwesten (nahe km 10,2)
    - Dormecke (Diek; r; 1,7 km), unterhalb Hesborn, von Osten (nahe km 8,8)
    - Mahlbach (l; 2,3 km), unterhalb Hesborn, von Westen (nahe km 7,3)
    - Die Oswinkel (l; 1,8 km), in Dreislar, von Norden (nahe km 5,5)
    - Unkenbach (r; 2,2 km), unterhalb Dreislar, von Osten (nahe km 4,5)
    - Lohgraben (r; 2,4 km), unterhalb Neukirchen, von Westen (nahe km 1,0), 5,175 km² Einzugsgebiet

  - Rüsselbach (r; 1,65 km), unterhalb Rengershausen (km 10,1)
  - Grisselbach (r; 2,1 km), unterhalb Rengershausen (km 7,85)
  - Knappbach (r; 1,4 km), unterhalb Rengershausen (km 6,85)
  - Brückebach (l; 4,4 km), fließt in einen Nuhne-Mühlengraben, der oberhalb Schreufa in die Nuhne mündet (ca. km 4,9)
  - Nienze (l; 6,6 km), direkt oberhalb Schreufa (km 2,15)
- Heimbach (r; 4,9 km), unterhalb Frankenberg (km 86,35)
- Königsgraben (r; 3,45 km), unterhalb Frankenberg (km 84,55)
- Tiefenbach (l; 2,6 km), in Viermünden (zu Frankenberg; km 83,3)
- Ederbach (r; 1,25 km), unterhalb Viermünden (km 82,7)
- Breitebach (r; 3,0 km), unterhalb Viermünden (km 81,5)
- Wälzebach (r; 1,9 km), unterhalb Viermünden (km 80,6)
- Lengelbach (r; 11,4 km), oberhalb Ederbringhausens (zu Vöhl; km 79,8)
- Treisbach (l; 7,1 km), oberhalb Ederbringhausens (zu Vöhl; km 78,95)
- Orke (l; 38,2 km), bei Ederbringhausen (zu Vöhl; km 78,65)
  - Reetsbergsiepen (l; unterhalb Küstelberg; 1,4 km)
  - Helle (r; unterhalb Elkeringhausen; 3,7 km)
  - Ehrenscheider Bach (r; unterhalb Elkeringhausen; 2,5 km)
  - Holzsiepen (r; unterhalb Ehrenscheider Mühle; 1,0 km)
  - Alte Holz (r; unterhalb Ehrenscheider Mühle; 1,1 km)
  - Burbecke (l; unterhalb Elkeringhausen; 1,6 km)
  - Wolfsbach (r; unterhalb ehem. Siedlung Wernsdorf; 1,6 km)
  - Röthmecke (l; unterhalb ehem. Siedlung Wernsdorf; 1,0 km)
  - Brubecke (r; unterhalb ehem. Siedlung Wernsdorf; 1,5 km)
  - Kalmecke (r; unterhalb ehem. Siedlung Wernsdorf; ca. 1 km)
  - Deutmecke (l; unterhalb ehem. Siedlung Wernsdorf; 1,9 km)
  - Orndestal (l; unterhalb ehem. Siedlung Wernsdorf; 0,7 km)
  - Dillmecke (r; unterhalb Forsthaus Kaltenscheid; 2,9 km)
  - Düsteres Hohl (l; oberhalb Forsthaus Kaltenscheid; 2,9 km)
  - Rechtmecke (r; unterhalb Forsthaus Kaltenscheid; 1,8 km)
  - Buckersgraben (r; am Sägewerk Marienglück; ca. 0,5 km)
  - Dormecke (r; unterhalb Sägewerk Marienglück; 2,3 km)
  - Figgemecke (r; unterhalb Medelon; 1,3 km)
  - Heimecke (l; unterhalb Medelon; 3,6 km)
  - Gelängebach (l; unterhalb Ober- und Mittelmühle; 7,2 km)
    - Eckeringhauser Siepen (r; unterhalb Glindfeld, 5,4 km)

  - Medebach (l; unterhalb Polter- und Niedermühle; 7,9 km)
  - Bribe (r; unterhalb Polter- und Niedermühle; 2,5 km)
  - Brühne (Hagemecke) (l; unterhalb Polter- und Niedermühle; 7,8 km)
    - Kortenbeck (r; unterhalb Hooren; 1,5 km)
    - Harbecke (r; unterhalb Medebach; 7,8 km)
      - Katmecke (l; oberhalb Medebach, 1,4 km)

  - Schwelgersbach (r; unterhalb Münden; 5,5 km)
    - Holzenbach (r; oberhalb Münden; 1,6 km)

  - Wilde Aa („Aar“) (l; in Dalwigksthal; 27,1 km)
    - Grundwasser (r; 4,3 km; in Titmaringhausen)
    - Wamecke (l; 2,1 km; in Titmaringhausen)
    - Timesbach (l; 0,9 km; in Titmaringhausen)
    - Dittelsbach (r; 6,4 km; in Referinghausen)
    - Prisebecke (l; 2,45 km; etwas oberhalb von Oberschledorn)
    - Riepenbach (l; 3,3 km; direkt oberhalb von Oberschledorn)
    - Bruchwasser (l; 1,45 km; in Oberschledorn)
    - Hallebach (r; 9,8 km; in Oberschledorn)
    - Heimecke (r; 2,35 km; unterhalb von Oberschledorn)
    - Bräumecke/Katmecke (l; 4,15 km; in Nieder-Schleidern)
    - Neerdar (l; 14,6 km; unterhalb von Nieder-Schleidern)
      - Mospelbach (l; 1,6 km; nördlich vom Berg Mospel entspringend, unterhalb von Neerdar mündend)
      - Schulzbach (r; 1,9 km; östlich vom Grotenberg entspringend, unterhalb von Bömighausen mündend)
      - Rhena (l; 6,2 km; südwestlich vom Berg „Hohen Rade“ entspringend, unterhalb von Bömighausen mündend)

    - „Bach von Hillershausen“ (r; 4 km; unterhalb von Eppe)
    - „Nebenbach bei Hohes Haupt“ (l; 1,6 km; unterhalb von Eppe)

  - Heimbach (l; unterhalb Reckenberg bzw. Fürstenberg; 8,5 km)
  - Sasselbach (l; in Ederbringhausen; ca. 3,5 km)
- Lorfe (Lorfebach; r; 9,95 km), bei Schmittlotheim (zu Vöhl; km 74,65)
- Mombeck (l; 2,55 km), bei Herzhausen (zu Vöhl; km 70,55)
- Itter (l; 11,6 km), bei Herzhausen (zu Vöhl), etwa hier liegt bei Vollstau das Westende des Edersees (km 70,25)
  - Marbeck (l; 7,5 km; bei Vöhl-Dorfitter)
  - Kuhbach (l; 11,9 km; bei Vöhl-Obernburg)
- Hundsbach (r; 2,1 km), unterhalb Harbshausen (zu Vöhl) in den Edersee (km 65,1)
- Aselbach (l; 6,55 km), zwischen Asel und Asel-Süd (zu Vöhl) in den Edersee (63,7 km)
  - Altbach (l; 3,1 km)
- Bärenbach (r; 4,1 km), unterhalb Asel-Süd (zu Vöhl) in den Edersee (km 61,6)
- Banfebach (auch „Banferbach“; r; 7,2 km), unterhalb Asel-Süd (zu Vöhl) in den Edersee (km 60,85)
- Mellbach (r; 2,1 km), unterhalb Bringhausen (zu Edertal) in den Edersee (km 56,35)
- Rehbach (r; 0,9 km), unterhalb Rehbach (zu Edertal) in den Edersee (km 54,7)
- Werbe (l; 13,25 km), bei Nieder-Werbe (zu Waldeck) in den Edersee (km 53,85)
  - Walme (r; 3,25 km), an der B 251 oberhalb Alraft (zu Waldeck; km 8,15)
  - Lauterbach (r; 4,5 km), in Alraft (zu Waldeck; km 6,15)
  - Reiherbach (l; 8,4 km, war bis zum Bau der Talsperre ein Nebenfluss), bei Nieder-Werbe (zu Waldeck; ca. km 0)
    - Vogelgraben (rechtsseitig; 1,6 km; in Selbach, km 6,0)
    - Klingebach (rechtsseitig; 7,4 km; oberhalb Nieder-Werbe, km 0,8)
- Bärentalsbach (l; 1,95 km), oberhalb Waldeck-West (zu Waldeck) in den Edersee (km 52,7)

in den Unterlauf der Eder – unterhalb der Ederstaumauer – münden:
- Netze (l; 10,8 km), bei Mehlen bzw. dessen Ortsteil Lieschensruh (zu Edertal) (km 42,05)
  - Steinbach (l; 3,35 km), zwischen Netze und dem Gewerbegebiet Waldeck-Ost (km 5,6)
  - Eschgraben (l; 1,15 km), in Mehlen-Lieschensruh (km 0,7)
- Wesebach (r; 24,9 km), bei Giflitz (zu Edertal; km 40,4)
  - Sasselbach (rechtsseitig; Einmündung zwischen Löhlbach und Frebershausen)
  - Quernstgrund (linksseitig; Einmündung unmittelbar vor Frebershausen)
  - Rödelbach (rechtsseitig; Einmündung in Frebershausen)
  - Ebach (rechtsseitig; Einmündung oberhalb Gellershausen)
  - Dreisbach (rechtsseitig; Einmündung in Gellershausen)
  - Klingesebach (linksseitig; Einmündung zwischen Gellershausen und Kleinern; oberhalb Emdenau)
  - Eschelbach (linksseitig; Einmündung oberhalb Spicke)
  - Kesselbach (rechtsseitig; Einmündung unterhalb Spicke)
  - Bartenbach (linksseitig; Einmündung in Kleinern)
  - Heimbach (linksseitig; Einmündung in Kleinern)
  - Haimbach (rechtsseitig; Einmündung zwischen Kleinern und Giflitz)
  - Schrummbach (linksseitig; Einmündung oberhalb Giflitz; nahe Wohnsiedlung „Am Kalkrain“)
  - Haarbach (rechtsseitig; Einmündung oberhalb Giflitz; nahe Wohnsiedlung „Am Kalkrain“)
- Böhner Bach (l; 6,35 km), bei Bergheim (zu Edertal; km 40,3)
- Mölcherbach (l; 6,55 km), bei Bergheim (zu Edertal; km 39,55)
- Wilde (r; 17,1 km), bei Wega (zu Bad Wildungen; km 35,5)
  - Sillbach (l; 1 km; zwischen Hundsdorf und Reinhardshausen; km 12,6)
  - Bornebach (r; 2,5 km; zwischen Altwildungen und Bad Wildungen an Lindenstraße; km 5,4)
  - Sonderbach (r; 8,1 km; am Bad Wildungener Bahnhof; Zuflüsse sind der Kaltebornsbach und der Uhrenbach/Urenbach; km 4,2)
  - Großer Brunnenbach (r; 4 km; östlich von Bad Wildungen bei Berliner Straße; ein Zufluss ist der Erdbach; km 3,0)
  - Landwehr (r; 3,9 km; östlich von Bad Wildungen an B 485; km 2,65)
- Mittelscheidsbach (r; 4,1 km), bei Mandern (zu Bad Wildungen; km 33,35)
- Osterbach (mit Ruppenbach) (r; 4,25 km), bei Ungedanken (zu Fritzlar; km 31,7)
- Elbe (l; 33,7 km), bei Geismar (zu Fritzlar; km 29,9)
  - Georgengraben (l; 5,6 km; bei Ippinghausen von Westen; 8,349 km² Einzugsgebiet)
  - Rehmbach (r; 4,2 km; in Naumburg von Westen; 8,907 km² Einzugsgebiet)
  - Spolebach (l; 12,1 km; unterhalb Naumburg von Norden; 25,919 km² Einzugsgebiet)
  - Ballenbach (r; 4,9 km; unterhalb Naumburg von Westen)
  - Nebenbach bei der Harth-Mühle (r; 4,1 km; bei Elbenberg von Westsüdwesten; 5,039 km² Einzugsgebiet)
  - Rodenborn (r; 1,3 km; oberhalb Züschen von Westen; 3,627 km² Einzugsgebiet)
  - Lohbach (l; 0,9 km; unterhalb Züschen von Nordosten; 3,569 km² Einzugsgebiet)
- Schwalm (r; 97 km), zwischen Altenburg und Rhünda (beide zu Felsberg; km 16,6)
  - Wannbach (r; 8,2 km; Storndorf; 18,8 km² Einzugsgebiet)
  - Bach von Wallenrod (r; 8,5 km; Renzendorf; 26,4 km² Einzugsgebiet)
  - Krebsbach (l; 8,1 km; Alsfeld; 14,6 km² Einzugsgebiet)
  - Eifa (r; 11,0 km; Eifa (Alsfeld); 27,4 km² Einzugsgebiet)
  - Erlenbach (l; 9,4 km; Münch-Leusel; 19,0 km² Einzugsgebiet)
  - Berf (r; 18,3 km; unterhalb Heidelbach (Alsfeld); 34,812 km² Einzugsgebiet)
  - Bodenbach (r; 8,4 km; Schrecksbach; 14,3 km² Einzugsgebiet)
  - Antrift (l; 38,6 km; bei Loshausen; 115,251 km² Einzugsgebiet)
  - Grenff (r; 22,0 km; Loshausen; 86,4 km² Einzugsgebiet)
  - Steina (r; 13,9 km; Steina (Willingshausen); 20,5 km² Einzugsgebiet)
  - Grenzebach (r; 13,3 km; Ziegenhain (Schwalmstadt); 18,9 km² Einzugsgebiet)
  - Wiera (Schwalm) (l; 14,8 km; Schwalmstadt-Treysa; 87,805 km² Einzugsgebiet)
  - Katzenbach (l; 7,4 km; oberhalb Rommershausens; 12,5 km² Einzugsgebiet)
  - Gers (r; 10,3 km; unterhalb Allendorf (Frielendorf); 23,7 km² Einzugsgebiet)
  - Gilsa (Schwalm) (l; 20,9 km; bei Bischhausen (Neuental); 93,595 km² Einzugsgebiet)
  - Urff (l; 20,1 km; Niederurff; 41,74 km² Einzugsgebiet)
  - Wälzebach (l; 9,0 km; Bad Zwesten; 19,5 km² Einzugsgebiet)
  - Olmes (r; 11,1 km; bei Gombeth; 48,091 km² Einzugsgebiet)
  - Lembach (Schwalm) (r; 6,4 km; bei Lendorf (Borken); 11,35 km² Einzugsgebiet)
  - Efze (r; 38,2 km; Hebel (Wabern); 220,4 km² Einzugsgebiet)
  - Riedwiesengraben (l; 12,2 km; Harle (Wabern); 24,4 km² Einzugsgebiet)
  - Rhünda (r; 13,0 km; bei Rhünda; 31,857 km² Einzugsgebiet)
- Speckenbach (r), in Gensungen (zu Felsberg)
- Sonderbach (r; 6,9 km), in Gensungen (zu Felsberg; km 14,6)
- Schießbach (r; 5,45 km), unterhalb Felsberg (km 12,5)
- Ems (l; 34,5 km), bei Böddiger (zu Felsberg; km 11,2)
- Sellengraben (l; 1,9 km), bei Neuenbrunslar (zu Felsberg; km 9,65)
- Sommerbach (l; 4 km), oberhalb Haldorf (zu Edermünde; km 4,45)
- Pilgerbach (l; 8,8 km), bei Grifte (zu Edermünde; km 0,55)